# Wilkinsonite
La wilkinsonite è un minerale appartenente al gruppo dell'enigmatite che si caratterizza per l'assenza del titanio, attraverso la sostituzione 2Fe3+ = Fe2+Ti.
Deve il suo nome a John Frederick George Wilkinson, professore emerito di geologia presso l'università del New England, il nome sostituisce ferri-aenigmatite precedentemente scelto nel 1979 per l'ipotizzato estremo della serie

## Abito cristallino
Cristalli triclini, pinacoidali.

## Origine e giacitura
Si forma in ambienti eruttivi peralcalini.

## Forma con cui si presenta in natura
La wilkinsonite forma piccolissimi grani anedrali (meno di 50 µm di diametro) strettamente associati a pirossene sodico, inclusi all'interno di cristalli di anortoclasio. Pur in presenza di forte alterazione la wilkinsonite non presenta segni di alterazione.